# Eftra socken
Eftra socken i Halland ingick i Årstads härad, ingår sedan 1971 i Falkenbergs kommun och motsvarar från 2016 Eftra distrikt.
Socknens areal är 38,40 kvadratkilometer, varav 38,01 land. År 2000 fanns här 745 invånare. Kyrkbyn Eftra med sockenkyrkan Eftra kyrka ligger i socknen. 

## Administrativ historik
Eftra socken har medeltida ursprung.
Vid kommunreformen 1862 övergick socknens ansvar för de kyrkliga frågorna till Eftra församling och för de borgerliga frågorna till Eftra landskommun. Landskommunen inkorporerades 1952 i Årstads landskommun som 1971 uppgick i Falkenbergs kommun. Församlingen uppgick 2010 i Susedalens församling
1 januari 2016 inrättades distriktet Eftra, med samma omfattning som församlingen hade 1999/2000.  
Socknen har tillhört fögderier och domsagor enligt Årstads härad. De indelta båtsmännen tillhörde Södra Hallands första båtsmanskompani.

## Geografi och natur
Eftra socken ligger vid kusten, öster om Suseåns mynning och sydost om Falkenberg. Socknen är en slättbygd med några rullstensåsar.
Det finns fyra naturreservat i socknen: Skipås som delas med Steninge socken i Halmstads kommun ingår i EU-nätverket Natura 2000 medan Näktergalslunden, Ullarp och Vesslunda är kommunala naturreservat. Dessutom ligger mindre delar av naturreservaten Grimsholmen som i huvudsak ligger i Skrea socken i Falkenbergs kommun samt Steningekusten som i huvudsak ligger i Steninge socken i socknen.
En sätesgård var Stensjö säteri.

## Fornlämningar
Från stenåldern finns några boplatser och flera lösfynd. Från bronsåldern några högar och skålgropstenar. Från järnåldern finns några små gravfält och resta stenar.

## Namnet
Namnet (1415 Äfträ) kommer från en kyrkbyn och avsåg äldst Suseåns tidigare namn. Ån bör ha hetat Älptar-a, innehållande älm(p)t, 'svan' i förleden och a, 'å' i efterleden.

## Befolkningsutveckling
| Befolkningsutvecklingen i Eftra socken 1750–1990                                                        | Befolkningsutvecklingen i Eftra socken 1750–1990 | Befolkningsutvecklingen i Eftra socken 1750–1990 | Befolkningsutvecklingen i Eftra socken 1750–1990 | Befolkningsutvecklingen i Eftra socken 1750–1990 |
| --- | ------------------------------------------------ | ------------------------------------------------ | ------------------------------------------------ | ------------------------------------------------ |
| |                                                  |                                                  |                                                  |                                                  |
| År |                                                  |                                                  | Folkmängd                                        |                                                  |
| 1750 | 1750                                             |                                                  | 596                                              |                                                  |
| 1769 | 1769                                             |                                                  | 655                                              |                                                  |
| 1790 | 1790                                             |                                                  | 529                                              |                                                  |
| 1800 | 1800                                             |                                                  | 631                                              |                                                  |
| 1810 | 1810                                             |                                                  | 685                                              |                                                  |
| 1820 | 1820                                             |                                                  | 837                                              |                                                  |
| 1830 | 1830                                             |                                                  | 884                                              |                                                  |
| 1840 | 1840                                             |                                                  | 882                                              |                                                  |
| 1850 | 1850                                             |                                                  | 939                                              |                                                  |
| 1860 | 1860                                             |                                                  | 1 108                                            |                                                  |
| 1870 | 1870                                             |                                                  | 1 190                                            |                                                  |
| 1880 | 1880                                             |                                                  | 1 399                                            |                                                  |
| 1890 | 1890                                             |                                                  | 1 396                                            |                                                  |
| 1900 | 1900                                             |                                                  | 1 366                                            |                                                  |
| 1910 | 1910                                             |                                                  | 1 262                                            |                                                  |
| 1920 | 1920                                             |                                                  | 1 164                                            |                                                  |
| 1930 | 1930                                             |                                                  | 1 137                                            |                                                  |
| 1940 | 1940                                             |                                                  | 1 060                                            |                                                  |
| 1950 | 1950                                             |                                                  | 932                                              |                                                  |
| 1960 | 1960                                             |                                                  | 784                                              |                                                  |
| 1970 | 1970                                             |                                                  | 692                                              |                                                  |
| 1980 | 1980                                             |                                                  | 741                                              |                                                  |
| 1990 | 1990                                             |                                                  | 728                                              |                                                  |
| Anm: Källor: Umeå universitet - Tabellverket 1749-1859, Demografiska databasen, CEDAR, Umeå universitet |                                                  |                                                  |                                                  |                                                  |